# تیتوس بورکهارت
تیتوس بورکهارت، آلمانی سویسی‌تبار، پژوهشگر در زمینه هنرهای اسلامی، معماری و تمدن اسلامی بود و پس از دیدار با فریتهوف شوئون به سنت گرایان و اصحاب حکمت خالده پیوست. او کتاب‌های بسیاری به انگلیسی، آلمانی و فرانسوی نوشته‌است که برخی به زبان فارسی نیز ترجمه شده‌است.

## زندگی
بورکهارت در سال ۱۹۰۸ در فلورانس ایتالیا دیده به جهان گشود. خاندانش از نجیب‌زادگان شهر بازل بودند. پدرش کارل بورکهارت (۱۸۷۸–۱۹۲۳) پیکرتراشی صاحب نام و پدربزرگش یاکوب بورکهارت (۱۸۱۸–۱۸۹۸) از پژوهندگان تاریخ در قرن نوزدهم و استاد دانشگاه‌های بال و زوریخ در سوئیس و نویسنده اثر معروف فرهنگ رنسانس در ایتالیا (منتشر شده به سال ۱۸۶۰) بود و تیتوس نوهٔ ارشد این مورخ شهیر به‌شمار می‌رفت. در دوران نوجوانی هم شاگرد فریتیوف شوان (۱۹۰۷–۱۹۹۸) متأله بود.
بورکهارت در سال ۱۹۳۵، پس از مسافرت به آفریقای شمالی و شهرهای مغرب اسلامی، در شهر فاس سکنی گزید و در مدرسه کهن این شهر، به پژوهش در تمدن و هنر اسلامی پرداخت. در اینجا به اسلام ایمان آورد و در محضر علی بن طیب درقاوی به طریقت شاذلیه درقاویه سر سپرد و ابراهیم عزالدین نام گرفت. او از باورمندان به حکمت خالده یا جاویدان خرد به‌شمار می‌رفت.
بورکهارت در دهه‌های پنجاه و شصت میلادی در سوئیس، مدیر هنری مؤسسه انتشاراتی اورس گراف Urs Graf در شهرهای لوزان و اولتن بود. فعالیت عمده او در این سال‌ها تهیه و چاپ مجموعه کاملی از چاپ‌های عکسی از نسخه‌های خطی تهذیب شده از سده‌های میانه بود. بورکهارت به سال ۱۹۸۴ در لوزان سوئیس درگذشت.

## نوشته‌ها
بخش بزرگی از نوشته‌های بورکهارت به جهان‌شناسی سنتی اختصاص دارد که او به یک معنا آن را خادمهٔ متافیزیک می‌دانست. در سال ۱۹۴۸ برای نخستین بار مقالهٔ چشم‌انداز جهان‌شناسی سنتی را به زبان فرانسه منتشر ساخت و اصول این جهان‌شناسی را، که به دیدهٔ او با هجوم علم جدید در معرض تهدید قرار گرفته بود، بیان کرد. همین سخنان را در رساله‌ای به نام جهان‌شناسی سنتی و علم جدید که در سال ۱۹۶۴ به زبان‌های فرانسه و آلمانی منتشر شد، بازگفت.
- کیمیا؛ علم جهان، علم جان (در زمینهٔ جهان‌شناسی سنتی)

Alchemie, Sinn- und Weltbild. Olten and Freiburg-im-Breisgau: Walter-Verlag, 1960.
وی در این کتاب، خلاف برداشت امروزی که کیمیا را علم الموادی مهجور و متروک و با زبانی مرموز می‌داند، که علم شیمی جدید از بقایای آن برخاسته است، در این کتاب می‌کوشد آن را همچون تکیه‌گاهی برای تأمل و مراقبه معنوی و در حقیقت کیمیاگری روحانی و روانی بشناساند.
- هنر مقدس در شرق و غرب (در زمینهٔ هنر قدسی)

The Universality of Sacred Art, a précis of Sacred Art in East and West by Ranjit Fernando, published in The Unanimous Tradition, Institute of Traditional Studies. Colombo, Sri Lanka: 1999
- درآمدی بر آیین تصوف (در زمینهٔ عرفان اسلامی)

Introduction aux Doctrines ésotériques de l’Islam. Paris: Dervy-Livres, 1969.
در این کتاب، وی که متأثر از آراء محی الدین بن عربی است، تحلیلی از مفاهیم عرفان اسلامی به دست می‌دهد.
- فرهنگ مغربی در اسپانیا

Die maurische Kultur in Spanien. Munich: Callwey, 1970.
- هنر اسلام (در زمینهٔ هنر اسلامی)

L’Art de l’Islam. Paris: Sindbad, 1985.
- آیینه عقل (مرآة العقل)

Mirror of the Intellect: Essays on Traditional Science and Sacred Art, translated by William Stoddart. Cambridge, England: Quinta Essentia, 1987; Albany, NY: SUNY, 1987.
پس از فوت بورکهارت، ویلیام استودارت، مترجم و ویراستار آثار وی، مجموع‌های از مقالات او را گردآوری و از زبان‌های فرانسه و آلمانی به انگلیسی ترجمه و چاپ کرد، و در واقع این کتاب را باید آخرین اثر بورکهارت دانست.

## برگردان‌ها
- فصوص الحکم ابن عربی (از عربی به فرانسه)
- الإنسان الکامل عبدالکریم جیلی (از عربی به فرانسه)
- رسائل مولای العربی بن احمد درقاوی (از مشایخ طریقه شاذلیه در مراکش در سده هیجدهم میلادی) (از عربی به فرانسه)

## برگردان نوشته‌ها به فارسی
سید حسین نصر، نخستین مترجم فارسی بورکهارت است. وی دو مقالهٔ بورکهارت را به فارسی برگرداند:
- ارزش‌های جاویدان هنر اسلامی
- روح هنر اسلامی
- تیتوس بورکهارت (۱۳۷۴)، درآمدی بر آیین تصوف، تهران: مرکز ایرانی مطالعه فرهنگها
- تیتوس بورکهارت (۱۳۶۵)، هنر اسلامی؛ زبان و بیان، ترجمهٔ مسعود رجب نیا، تهران: سروش
- تیتوس بورکهارت (۱۳۶۹)، اصول و روشهای هنر مقدس، ترجمهٔ جلال ستاری، تهران: سروش
- تیتوس بورکهارت (۱۳۸۹)، جهان‌شناسی سنتی و علم جدید، ترجمهٔ حسن آذرکار، تهران: حکمت، ص. ۱۶۲، شابک ۹۷۸-۹۶۴-۸۷۱۳-۵۸-۹